# Центр урядового зв'язку
Центр урядового зв'язку Великої Британії, ЦУЗ (англ. Government Communications Headquarters, GCHQ) — спецслужба Великої Британії, що відповідальна за ведення радіоелектронної розвідки та за забезпечення захисту інформації органів уряду й армії.
Центр урядового зв'язку Великої Британії перебуває у віданні Міністра закордонних справ Великої Британії, формально не бувши частиною Форин-офісу. Директор цього Центру має ранг Постійного секретаря (англ. Permanent Secretary) уряду Великої Британії.
Служба входить до складу Об'єднаного розвідувального комітету, спільно з «MI5» (внутрішня розвідка) і «MI6» (зовнішня розвідка).

## Історія

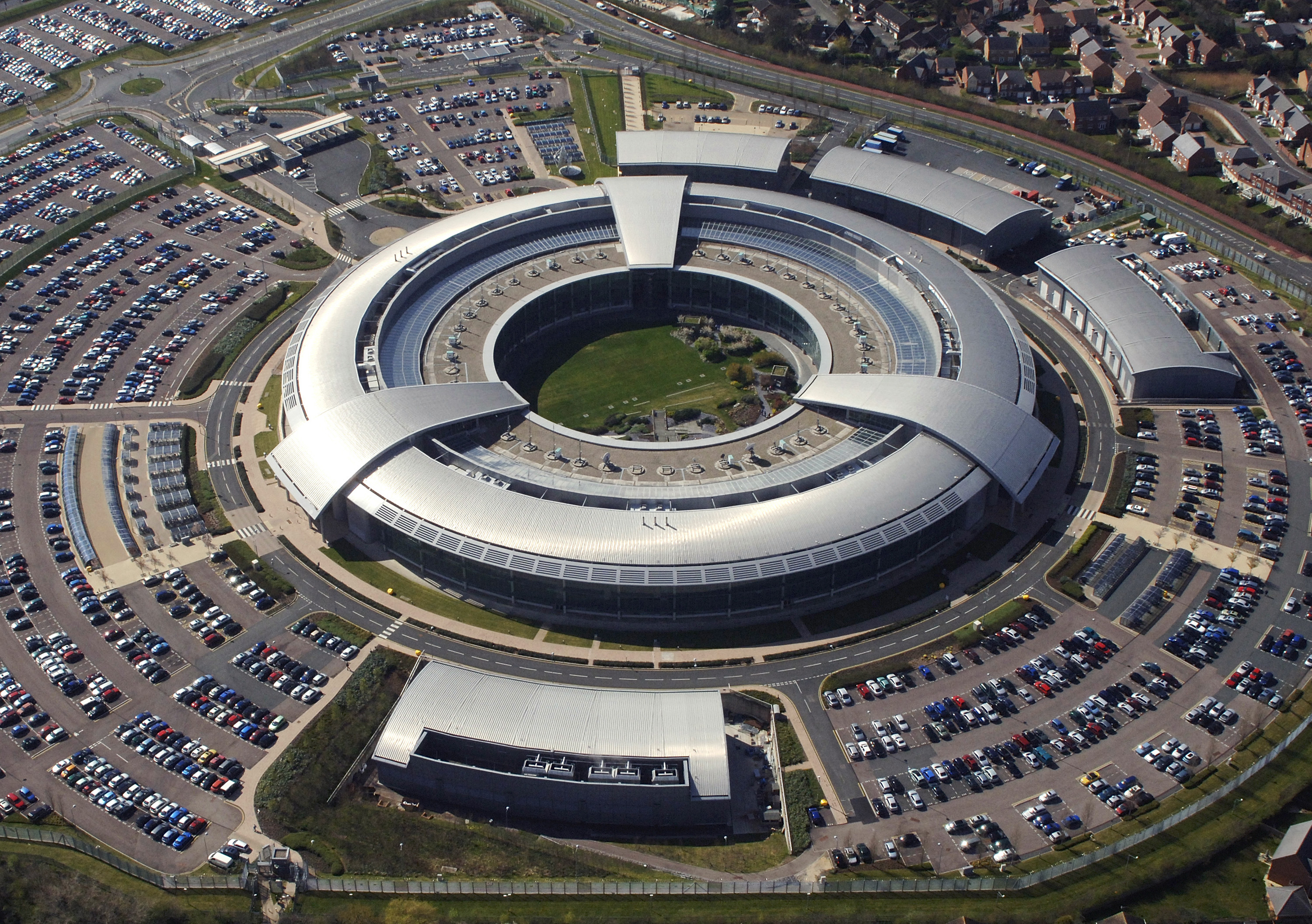
Вид у Челтнемі на центр — штаб-квартиру «GCHQ» (т.зв. «The Doughnut» — «Пончик»)

- 1 листопада 1919 року вказана служба була створена після Першої світової війни під назвою «англ. Government Code and Cypher School (GC & CS)», тобто «Урядова школа кодування і шифрування».
- У 1946 році, після Другої світової війни, отримала свою поточну назву — «англ. Government Communications Headquarters», у перекладі — «Штаб-квартира державних комунікацій».

«англ. Communications Electronics Security Group, CESG», у перекладі — «Група безпеки електронних комунікацій» став підрозділом зазначеного «Центру урядового зв'язку», що забезпечує захист інформації (включаючи криптографію) органів уряду і армії Великої Британії.
Хоча характер роботи, що проводиться ЦУЗ і всі їх деталі були збережені в таємниці, але радянська розвідка мала відносно великі знання про них. Під час Другої світової війни про стан та хід роботи британської розвідки повідомляв у криптографічний підрозділ СРСР члени шпигунської «Кембриджської п'ятірки».
Центр урядового зв'язку працює в тісному контакті з іншими розвідувальними органами, зокрема із секретною розвідувальною службою та британською службою безпеки, а також з іншими британськими службами розвідки й установами державної безпеки. Велика Британія та Сполучені Штати підписали в 1947 році секретну угоду за назвою «англ. UKUSA Signals Intelligence agreement, UKUS SIGINT, UKUSA», до чого, серед інших, приєдналися і Австралія, Канада, Нова Зеландія. Таким чином, Центр урядового зв'язку співпрацює з Агентством США у національній безпеці (англ. National Security Agency), з Канадською службою безпеки зв'язку (англ. Communications Security Establishment), з Австралійською радою зв'язку Міністерства оборони (англ. Defence Signals Directorate) та з Новозеландським Бюро безпеки державного зв'язку.

## Керівники
- У 1921–1944 роки, Алістер Деністон;
- у 1944–1952 рр., Едвард Тревіс;
- У 1952–1960 рр., Ерік Джонс;
- У 1960–1964 рр., Клайв Лохніс (агент «Джо»);
- У 1965–1973 рр., Леонард Хупер (агент «Джо»);
- У 1973–1978 рр., Артур Бонсал (агент «Біл»);
- У 1978–1983 рр., Брайан Тові;
- У 1983–1989 рр., Пітер Марічоч;
- У 1989–1996 рр., Джон Ентоні Одей;
- У 1996–1998 рр., Девід Оманд;
- У 1998 р.: Кевін Тебіт;
- У 1998–2003 рр., Френсіс Річардс;
- У 2003–2008 рр., Девід Пепер;
- у 2008-2014 рр., Йен Лобан[5].
- З 2014 р. — Роберт Ханіган.

## Структура
Відділи:
- Радіорозвідувальні місії (технічна розвідка),
  - Математика та криптоаналіз,
  - ІТ комп'ютерні-системи,
  - лінгвістика та переклад,
  - Аналітичний підрозділ розвідки (англ. Intelligence Analysis Unit);
- Підприємство (корпоративні системи),
  - Прикладні дослідження і підвищення досліджень прикладних технологій (нові технології й ноу-хау),
  - Корпоративні знання та інформаційні системи (системи знань компанії й інформація),
  - Комерційні стосунки з постачальниками (відносини корпоративного постачальника),
  - Біометрія;
- Корпоративне управління,
  - Планування ресурсів підприємства (маркетинг),
  - Людські ресурси (персонал),
  - Внутрішній аудит,
  - Архітектура команди, менеджмент (настройка групи компаній),
- Захист електронного зв'язку (телекомунікації, група електронної безпеки).